# Tárnok
Tárnok je obec v Maďarsku v župě Pest v okrese Érd.

## Poloha
Tárnok leží na jižním předměstí Budapešti. Nachází se zde železnice a nájezd na dálnici spojující Budapešť a Záhřeb.